# 寬凹食植瓢蟲
寬凹食植瓢蟲（学名：Epilachna lata）为瓢蟲科食植瓢蟲屬下的一个种。